# Terrapene
Terrapene – rodzaj żółwi z rodziny żółwi błotnych (Emydidae).

## Zasięg występowania
Rodzaj obejmuje gatunki występujące w Ameryce Północnej (Stany Zjednoczone i Meksyk). 

## Systematyka

### Etymologia
- Terrapene: ang. terrapine, terrapene „żółw słodkowodny”, od potow. torope „żółw”[12].
- Cistuda (Cistudo): łac. cista „pudełko, skrzynka”, od gr. κιστη kistē „pudełko, skrzynka”[13]; testudo, testudinis „żółw”[14]. Gatunek typowy: nie podany.
- Didicla: etymologia nieznana, Rafinesque nie wyjaśnił znaczenia nazwy rodzajowej[5]. Gatunek typowy: Testudo clausa J.F. Gmelin, 1789 (= Testudo carolina Linnaeus, 1758).
- Pyxidemys: gr. πυξις puxis, πυξιδος puxidos „skrzynka, pudełko”[15]; εμυς emus, εμυδος emudos „żółw wodny”[16]. Gatunek typowy: Testudo clausa J.F. Gmelin, 1789 (= Testudo carolina Linnaeus, 1758).
- Emyoides: rodzaj Emys A.M.C. Duméril, 1806; -οιδης -oidēs „przypominający”[17]. Gatunek typowy: Emys kinosternoides J.E. Gray, 1831 (= Testudo carolina Linnaeus, 1758).
- Onychotria: gr. ονυξ onux, ονυχος onukhos „pazur, paznokieć”[18]; τρεις treis, τρια tria „trzy”[19]. Gatunek typowy: Cistudo mexicana J.E. Gray, 1849.
- Pariemys: gr. παρα para „blisko”[20]; rodzaj Emys A.M.C. Duméril, 1806. Gatunek typowy: Terrapene bauri Taylor, 1895 (= Testudo carolina Linnaeus, 1758).
- Toxaspis: gr. τοξον toxon „łuk”[21]; ασπις aspis, ασπιδος aspidos „tarcza”[22]. Gatunek typowy: Cistudo major Agassiz, 1857 (= Testudo carolina Linnaeus, 1758).

### Podział systematyczny
Do rodzaju należą następujące gatunki: 
- Terrapene carolina (Linnaeus, 1758) – terapena karolińska[23]
- Terrapene coahuila Schmidt & Owens, 1944 – terapena wodna
- Terrapene mexicana (Gray, 1849)
- Terrapene nelsoni Stejneger, 1925
- Terrapene ornata (Agassiz, 1857) – terapena ozdobna
- Terrapene triunguis (Agassiz, 1857)
- Terrapene yucatana (Boulenger, 1895)